# Alain Grandbois
Alain Grandbois (n. 25 mai 1900 - d. 18 martie 1975) a fost un poet canadian de limbă franceză.
A locuit o perioadă în Europa și a călătorit în Extremul Orient.
Poezia sa, de factură simbolistă, uneori ezoterică, cultivă evaziunea, visul și sentimentul trecerii lucrurilor.

## Scrieri
- 1933: Născut la Quebec ("Né à Québec")
- 1941: Călătoriile lui Marcolo Polo ("Les voyages de Marco Polo")
- 1946: Insulele nopții ("Les îles de la nuit")
- 1947: Înainte de haos ("Avat le chaos")
- 1948: Țărmurile omului ("Rivages de l'homme")
- 1957: Steaua purpurie (L'étoile pourpre).